# 스피어즈 (애니메이션)
《스피어즈》(SPHERES)는 문화방송과 스튜디오 카브가 만든 애니메이션이다. 초능력에 대해 다루고 있다.
총 26부작으로, 각 편은 30분 정도의 길이를 가지고 있다.

## 줄거리
시골에서 평범하게 친구들과 어울리던 소녀 나연은 어느날 외할아버지가 운영하는 영재학교에 편입하게 된다. 학교에 입학해서 알고보니 나연은 사실 초능력자였고 초능력이 있는 학생들을 따로 모아 초능력을 다루는 교육을 시키고 있었던것. 한편 스피어 유니온이라는 조직이 이들을 노리고 학교에 아이돌 그룹 에스파의 멤버들을 잠입시키는데...

## 등장인물 및 성우

### 뉴 스피어즈
- 한나연 - 양정화

안일환이 남극의 스피어 유적을 탐사 중에 발견한 아기로 본명은 텔시아다. 본래 2살 상태에서 냉동되어 12살이나 안일환의 딸 부부에 입양되어 10살로 되어 있다.
- 이호준 - 이계윤(이명선)

부모가 모두 스피어인 순혈 스피어인. 혈기왕성한 성격으로 나연과 사이가 좋지 않다.
- 리아 - 윤여진

본래 캐나다 출신이나 도시를 완전히 파괴했던 트라우마를 가지고 있다. 컴퓨터가 특기이다.
- 공주 - 우정신

본명 티오스니아 우코니아 비사에르. 일정 궤도를 따라 떠다니는 섬 피파오 왕국의 공주이나 친구들은 그것을 믿어주지 않는다. 지독한 음치이다.
- 유서동 - 김효선

고아 출신으로 미래를 볼 줄 아는 초능력으로 점을 보아주다 스님에게 타박맞고 쫓겨나 영재학교 스피어들과 합류하였다.

### 스피어 유니온
- 아스텐 - 최석필

본래 안일환과 친구사이였으나 자신의 야심을 위해 안일환을 배신하고 스피어 유니온을 창설하여 세계정복을 노린다.
- 진 - 김영선

스피어 유니온의 총수 아스텐의 아들로써 아이돌 그룹 에스파로 활동하고 있으며 나연의 감시를 위해 영재학교에 잠입했다.
- 틸라 - 이계윤(이명선)

진을 따라다니는 로봇으로 어릴때부터 진을 키워 주었다.
- 카로핀 - 이철용

안일환의 옛 부하로 아스텐에게 붙잡힌 안일환을 탈출시켜준 주인공이다.

### 학교 선생들
- 안일환 교장 - 박영화

나연의 외할아버지로 영재학교의 교장이다. 나연을 거두어서 입양시켰다.
- 주아라 선생 - 문선희

스피어즈 학생들을 담당하고 있는 선생님이다. 나연을 학교로 데리고 왔다.
- 이태백 선생 - 최석필

나연과 호준의 담임선생이다. 주아라 선생을 사모하고 있다.

### 그 외
- 나롱이 - 이계윤(이명선)

나연의 애완동물 날다람쥐로 날지 못하는 게 고민이다. 하지만 고대 스피어왕국의 날다람쥐들은 날지 못하는 것이 일반적이었다.
- 우꺄 - 우정신
- 킹콩 - 최석필

나연의 소꿉친구이다.
- 땅콩 - 김효선

나연의 소꿉친구이다.
- 곤즈 - 이철용

과거 세계정복 야욕을 노리던 과학자였으나 나연의 친어머니 앙가라에 의해 저지되었다.
- 양가라 - 문선희

나연의 친어머니로 스피어 문명의 과학자로써 곤즈의 세계정복 야욕을 막고 나연을 냉동시킨 장본인이다.
- 로버트 수상 - 박영화

순수한 평화주의 정치가로 스피어 유니온에 납치되지만 나연 일행에 의해 구출된다.
- 포포미오 재상 - 김용준

피파오 왕국의 재상으로 개인적인 욕심으로 피파오 왕국의 스피어스톤을 스피어유니온에 넘겨줬으나 배신당하고 복수하려 들었지만 진에게 죽임을 당한다.

## 제작진
| - 감독: 변영규 - 시나리오: 김은지, 스튜디오 카브 - 콘티: 변영규, 아리토미 코오지, 코데라 카츠유키, 카와무라 켄이치, 서성종, 유재운, 이충복, 김금수 - 캐릭터 디자인: 변영규, 김금수 - 미술설정: 변영규, 박효진, 박종민 - 미술보드: 한문중, 강승찬 - 작화감독: 김금수 - 미술감독: 한문중 - 배경: 나무 프로덕션 - 색지정: 변영규, 고일준, 김대현 - 동화작감: 임종열 - 동화: 몬스터 프로덕션 - 디지탈채색: 한호흥업 | - 디지털촬영: 디엔에이 프로덕션, 에이브람 엔터프라이즈 - 편집출력: 김영호 - 음향감독: 이인규 - 음향조감독: 고광현 - 음향효과: 라이브톤, 폴리사운드 - 음악감독: 김준석 - 음악작곡: 엠엔에프씨 - 더빙감수: 조정란 - 프로듀서: 안성은, 김미령, 천채정 - 책임프로듀서: 김신화 - 오프닝/엔딩/예고편 편집: 김예나 프로듀서(MBC) - 플래시 애니메이션 프로모션: 안숙원 |

## 주제가
- 오프닝 테마: 《You and Me》
  - 작사: 김성근
  - 작곡: 김준석
  - 편곡: 김준석, 정세린
  - 노래: 박준희

- 엔딩 테마: 《꿈꾸는 작은 날개 나롱이》
  - 작사: 김금수, 김용
  - 작곡: 김용
  - 편곡: 남궁기찬
  - 노래: 김효수

- 사운드트랙 음반: 《스피어즈 OST》 (2003년 11월 21일 발매)

## 방영 목록
| 화차       | 주제                 | 본 방송일        |
| 1화        | 나만의 능력          | 2003년 7월 30일  |
| 2화        | 새로운 친구들        | 2003년 8월 6일   |
| 3화        | 서동의 등장          | 2003년 8월 13일  |
| 4화        | 스피어윙             | 2003년 8월 20일  |
| 5화        | 공주는 못말려        | 2003년 8월 27일  |
| 6화        | 친구들을 구하라      | 2003년 9월 3일   |
| 7화        | 스타는 피곤해        | 2003년 9월 17일  |
| 8화        | 사이버 월드          | 2003년 9월 24일  |
| 9화        | 비밀의 성궤          | 2003년 10월 1일  |
| 10화       | 마음을 열어라!       | 2003년 10월 8일  |
| 11화       | 믿음                 | 2003년 10월 15일 |
| 12화       | 나는 나롱이!         | 2003년 10월 29일 |
| 13화       | 슈퍼 스피어          | 2003년 11월 5일  |
| 14화       | 라스트 콘서트        | 2003년 11월 12일 |
| 15화       | 밝혀지는 비밀        | 2003년 11월 19일 |
| 16화       | 영재학교의 위기!     | 2003년 11월 26일 |
| 17화       | 피파오 왕국          | 2003년 12월 3일  |
| 18화       | 레드 스피어 스톤     | 2003년 12월 10일 |
| 19화       | 진의 비밀            | 2003년 12월 24일 |
| 20화       | 블루 스피어 스톤     | 2004년 1월 7일   |
| 21화       | 치파야 마을의 소녀   | 2004년 1월 14일  |
| 22화       | 전설의 나스카        | 2004년 1월 28일  |
| 23화       | 나는 누구죠?         | 2004년 2월 4일   |
| 24화       | 바이칼 시스템        | 2004년 2월 11일  |
| 25화       | 스피어즈 문명의 부활 | 2004년 2월 18일  |
| 최종화(26) | 우리는 하나          | 2004년 2월 25일  |

## 관련 애니메이션
- 뚜루뚜루뚜 나롱이
- 클로버 4/3
- 쾌걸롱맨 나롱이
- 그린세이버

## 같이 보기
- 한국 만화
- 대한민국의 문화